# نكوتش
نكوتش (بالفارسية: نکوچ) هي قرية تقع في قسم نغور الريفي (مقاطعة تشابهار) في إيران. يقدر عدد سكانها بـ 187 نسمة بحسب إحصاء 2016.